# 李森 (正統進士)
李森（1403年—？），字叔嚴，福建福州府長樂縣人，民籍。明朝政治人物。進士出身。

## 生平
正統六年（1441年）舉辛酉科順天鄉試第十四名。正統七年（1442年），聯登壬戌科進士，授刑部主事。

## 家族
曾祖父李本初。祖父李復孫。父亲李孟瓊。